# Hacha de Arkalojori

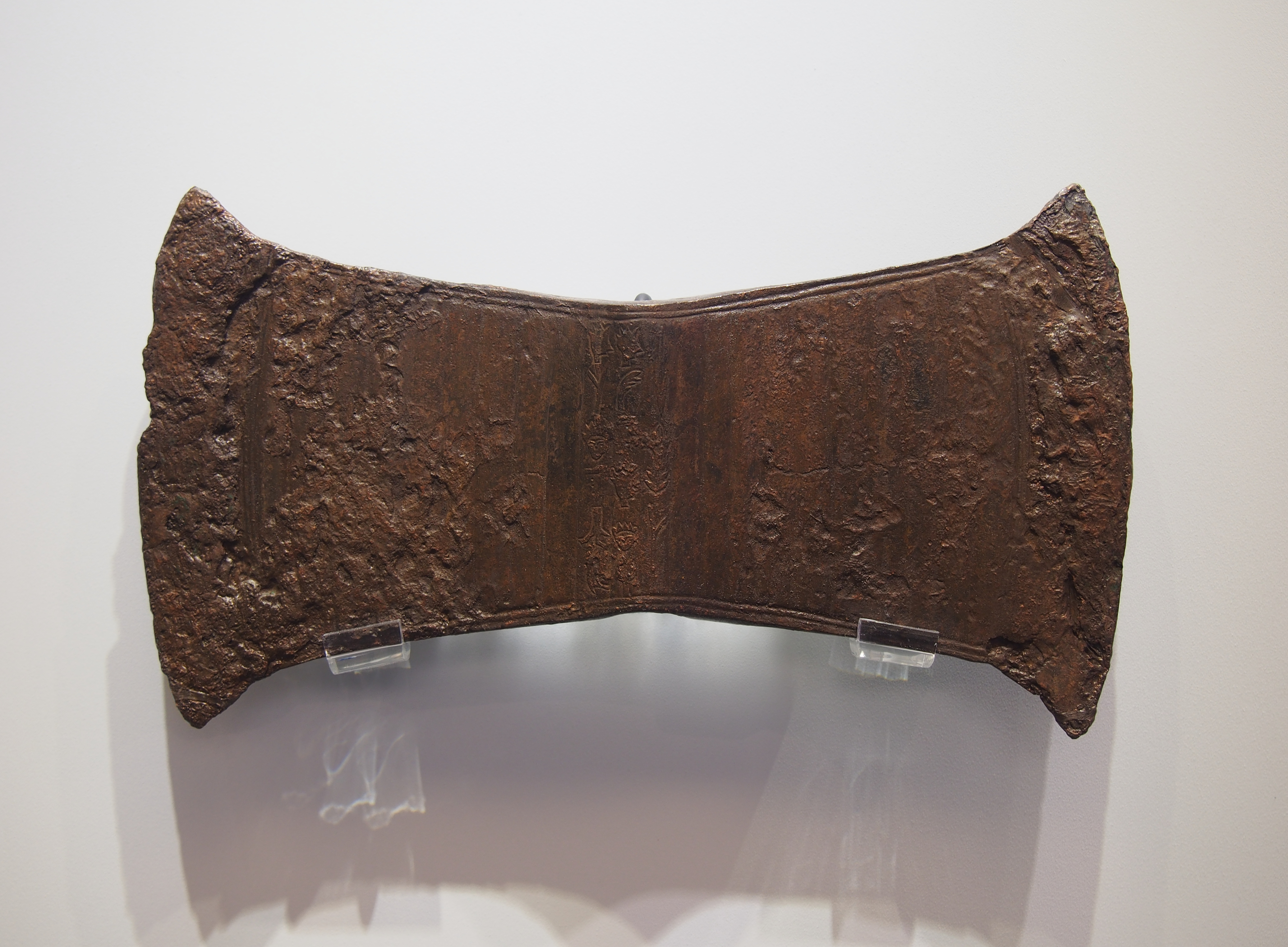
Hacha de Arkalojori

El hacha de Arkalojori es una doble-hacha votiva minoica del II milenio a. C. Fue descubierta por Spyridon Marinatos en 1934 en la gruta de Arkalojori, en Creta (Grecia), que servía de lugar de culto durante el periodo minoico.
Esta hacha lleva una inscripción compuesta de quince símbolos. Estos símbolos han sido considerados parte del lineal A y tienen igualmente a menudo semejanzas con los símbolos del disco de Festo. Ciertos investigadores como Glanville Price o Louis Godart consideran que estos símbolos no son sino una pseudo-inscripción, es decir una mera imitación de caracteres en lineal A yuxtapuestos unos con otros sin preocupación de representar un significado particular.
Hachas similares son representadas a menudo en las pinturas minoicas y micénicas. Por ejemplo, sobre los frescos del sarcófago de Agia Triada.

## La inscripción

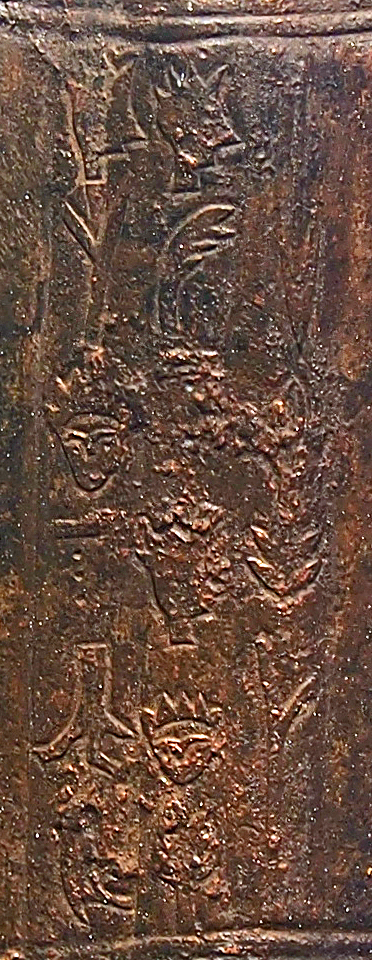
Detalle de la zona inscrita

La inscripción está compuesta por quince signos, dispuestos sobre tres columnas. El autor de la inscripción ha manifiestamente escrito su texto de arriba abajo. La inscripción se iniciaría arriba a la izquierda para acabar abajo a la derecha. Tres de los signos de la columna 1 (la cabeza vista de perfil, la cabeza vista de cara y el signo compuesto de tres puntos dispuestos verticalmente) se encuentran en la columna 2. Son dibujados sensiblemente de manera idéntica, aunque la figura humana vista de cara tiene la boca dibujada en la columna 2 mientras que no la tiene  en la columna 1. Con respecto al signo formado por tres puntos verticales, está dotado de dos trazos horizontales en la columna 2, y de un solo trazo en la primera columna. El segundo signo de la columna 1 y el último signo de la columna 3 son igualmente idénticos.
Ciertos signos atestiguados sobre el hacha se encuentran en el lineal A o B. No obstante, no se puede decir que los signos del hacha sean suficientemente significativos para asociarlos definitivamente con una u otra escritura. Las figuras humanas no se encuentran en ninguna escritura minoica. Louis Godart no vacila al hablar de una obra efectuada por un minoico analfabeto que no habría hecho más que intentar copiar caracteres en lineal A sin poder dar un significado real al conjunto.
| 1.ª columna | #2.º columna | #3.º columna |
| ----------- | ------------ | ------------ |
|             |              |              |
|             |              |              |
|             |              |              |
|             |              |              |
|             |              |              |
|             |              |              |

Comparación de los símbolos del hacha con el lineal A y con los signos del disco de Festo.
| №  | Signo | Comentario | Lineal A    | Disco de Festo |
| 01 | 01    |            | A 304 KA ?? |                |
| 02 | 02    |            | AB28 I      | D39            |
| 03 | 03    |            | AB01 DA     |                |
| 04 | 04    |            |             | D02            |
| 05 | 05    |            |             |                |
| 06 | 06    |            | AB05 TO ??  |                |
| 07 | 07    | cf. 04     |             | D02            |
| 08 | 08    |            | AB80 MA     |                |
| 09 | 09    |            | AB04 TE ?   | D35            |
| 10 | 10    | cf. 04     |             | D02            |
| 11 | 11    |            | AB31 SA ??  | D19            |
| 12 | 08    | cf. 08     | AB80 MA     |                |
| 13 | 13    |            | AB06 NA ??  | D23            |
| 14 | 14    | Racinet?   |             |                |
| 15 | 15    |            | A338 ?      |                |